# Бішоп Бріґґз
Сара Грейс Маклафлін (* 18 липня 1992 р.), відома як Бішоп Бріґґз (англ. Bishop Briggs) — британсько-американська співачка, авторка пісень та музикантка. Одна з її найвідоміших пісень «River» отримала понад 180 млн переглядів на Youtube.

## Ранні роки
Сара Грейс Маклафлін народилась у Лондоні 18 липня 1992 року. Її батьки родом із шотланського міста Бішопбріггс, це надихнуло співачку обрати однойменне сценічне ім'я..
У 4 роки Сара Грейс разом із родиною переїхала в Токіо. Там вона вперше заспівала у місцевому караоке-барі і саме тоді зрозуміла, що хоче бути співачкою. З 7 років почала писати власні пісні та виконувати їх для рідних. У 10 років із сім'єю переїхала до Гонконгу, де жила до 18 років. Протягом підліткового віку вона весь час займалась музикою, брала участь в різноманітних шкільних виставах та шоу талантів. Після 18 років переїхала до Лос-Анджелесу і вступила у місцевий музичний коледж Musicians Institute...

## Кар'єра
У 2015 році в Лос-Анджелесі Бішоп Бріґґз записала свій перший сингл «Wild Horses», який у своєму рекламному ролику використала автомобільна компанія Acura. Завдяки цій пісні співачка почала набувати популярності, а пісню шукали через сервіс розпізнавання мелодії Shazam понад 449 000 разів.
У січні 2016 Бішоп Бріґґз випустила пісню «River», яка отримала великий успіх, увійшла в ТОП-10 американських Billboard чартів і чарту Spotify.
У травні 2016 вийшла третя пісня співачки «The Way I Do», а сингл «Pray (Empty Gun)» з'явився вже у серпні.
Восени 2016 року Бішоп Бріґґз зі своїми піснями виступала на розігріві гурту Coldplay під час туру західним узбережжям США. Співачка і її батьки були великими фанатами цього гурту, музика Coldplay завжди грала у них вдома.
1 серпня 2016 відбувся теледебют співачки на американському телебаченні, у «Вечірньому шоу з Джиммі Феллоном».
20 квітня 2018 року Бішоп Бріґґз випустила свій перший повноцінний альбом Church Of Scars, який містив 10 пісень.. Одна з пісень цього альбому, Lyin, була написана спільно з Деном Рейнольдсом, солістом гурту Imagine Dragons..